# أوين إيفانز (لاعب اتحاد الرغبي)
أوين إيفانز (بالإنجليزية: Owen Evans)‏ هو لاعب اتحاد الرغبي بريطاني، ولد في 19 فبراير 1989 في كارديغان ‏ في المملكة المتحدة.